# Yorgen Fenech
Yorgen Fenech (Pietà, 23 novembre 1981) è un imprenditore maltese i cui interessi principali sono i casinò e gli hotel a Malta. È stato a capo del Gruppo Tumas e direttore della società maltese-azerbaigian-tedesca ElectroGas Malta.

## Biografia
È nato a Pietà in una famiglia di imprenditori, figlio di George e Patricia Fenech. Il nonno, Tumas Fenech, è stato il fondatore del Tumas Group, uno dei principali conglomerati di Malta, attivo prevalentemente nei settori energetico, immobiliare, intrattenimento, trasporti e turismo. Yorgen Fenech ha assunto la carica di amministratore delegato dopo la morte del padre nel 2014. Nel 2013, il gruppo ha ricevuto l'approvazione per costruire una centrale elettrica a gas sull'isola. Successivamente, è sorto il sospetto che in questo contesto ci fossero stati pagamenti di tangenti all'allora ministro dell'Energia Konrad Mizzi.
Nel 2019 dopo l'arresto di Melvin Theuma, coinvolto nell'omicidio della giornalista Daphne Caruana Galizia, ha tentato di lasciare Malta a bordo del suo yacht, venendo intercettato dalle Forze armate maltesi e messo in stato di arresto, salvo esser poi rimesso in libertà su cauzione, con l'accusa di essere stato il mandante dell'omicidio della giornalista. Caruana Galizia durante una delle sue inchieste aveva messo in luce il legame tra Fenech e la società 17 Black, coinvolta nello scandalo dei Panama Papers e che sarebbe stata utilizzata per pagare tangenti a membri del governo maltese tra cui il Ministro del turismo Konrad Mizzi e il capo di gabinetto del Primo ministro Keith Schembri.